# Кипшидзе, Зураб Васильевич
Зураб Васильевич Кипшидзе (груз. ყიფშიძე, ზურაბ ვასილის ძე; род. 10 августа 1953 года, Тбилиси) — советский и грузинский актёр и телеведущий. Заслуженный артист Грузинской ССР (1985).

## Биография
- В 1970—1971 гг. учился в Тбилисском театральном институте имени Ш. Руставели.
- В 1976 году окончил ВГИК (мастерская Герасимова и Макаровой).
- С 1976 года работал в Тбилисском театре киноактера.
- С 2010 года по 2012 год вел передачу «История в лицах» на телеканале «Первый кавказский».
- С 2017 года является ведущим программы, посвященной деятелям грузинского искусства на первом канале телевидения Грузии.
- Актер тбилисского театра имени Михаила Туманишвили.

## Фильмография
1. 1966 — Он убивать не хотел — Кочойя
2. 1971 — Тепло твоих рук — Апрасион
3. 1972 — Когда зацвёл миндаль — Зура
4. 1974 — Дочки-матери — Резо
5. 1976 — Трын-трава — Зураб, студент на танцах
6. 1978 — Зелёный остров надежды — Гоги
7. 1979 — Земля отцов наших — Лаша
8. 1980 — Твой сын, Земля — учитель
9. 1980 — Шальная пуля — Васо Киквидзе
10. 1981 — Путь домой — Гага, похититель людей
11. 1981 — Для любителей решать кроссворды — Отар Оболадзе, он же «Интеллигент»
12. 1982 — Примите вызов, сеньоры! — Фабрицио
13. 1983 — Клятвенная запись — Александр Амилахвари
14. 1984 — Легенда о Сурамской крепости — Дурмишхан, возлюбленный Вардо
15. 1985 — Багратион — Роман Багратион
16. 1985 — Нейлоновая ёлка — пассажир с пластырем
17. 1985 — Песня об Арсене (Simgera Arsenaze) — Заал
18. 1985 — Путешествие молодого композитора — Елисбар Церетели
19. 1986 — Весёлая хроника опасного путешествия — Ясон
20. 1987 — Браво, Альбер Лолиш! — Алик-Амбако Лолишвили, он же Альбер Лолиш
21. 1987 — Приключения Элли и Рару — Ило, отец Элли
22. 1988 — Житие Дон Кихота и Санчо — Гамлет
23. 1988 — Ашик-Кериб — читает русский текст
24. 1989 — Дети греха — Мгелика
25. 1989 — Одинокий охотник — Андро
26. 1990 — Осада
27. 1990 — Стена
28. 1991 — Путешествие товарища Сталина в Африку — Исмаилов, сотрудник МГБ
29. 1992 — День рождения Анны
30. 1992 — Счастливая деревня
31. 1993 — Экспресс-информация — Дуглас Мхеидзе/Заза Леванович
32. 1994 — Убиенная душа — Артур Берзин
33. 1995 — Тени прошлого
34. 1996 — Смерть Орфея — профессор Вахтанг Итриели
35. 1997 — Время танцора — Темур
36. 1999 — Дорогая М
37. 1999 — Кавалер ордена Одиночества
38. 2000 — Лето, или 27 потерянных поцелуев — учитель
39. 2000 — Мистерии — Кока
40. 2001 — Антимоз Ивериели
41. 2002 — Дронго — Гурам Хотивари
42. 2002 — Волчья лезгинка (Грузия)
43. 2002 — Ледниковый период — Гурам Павликадзе
44. 2003 — Ещё одна грузинская история
45. 2004 — 27 драконов (Грузия)
46. 2005 — И шёл поезд — Гено, поэт-алкоголик
47. 2008 — Три дома
48. 2008 — Морской патруль — Ромео, бывший вор в законе
49. 2008 — Васильевский остров — Тенгиз Шалвович Георгиашвили
50. 2009 — Зона конфликта — вор в законе
51. 2009 — Чудо — Альберт Вахтангович
52. 2012 — Все ушли — Гарри
53. 2013 — Трудно быть богом — Зураб
54. 2015 — Синдром Петрушки — Тедди Вильковский
55. 2018 — Ничто не случается дважды — Азиз
56. 2019 — В винном отражении
57. 2020 — Мир! Дружба! Жвачка! — Зураб Отарович
58. 2022 — Янычар — Климентий

## Озвучивание мультфильмов
1. 2006 — Легенда о вине — читает текст

## Признание
- Лауреат премии «Ника», категория «Лучшая роль второго плана» (1997) фильм «Время танцора».
- Заслуженный артист Грузинской ССР (1985).
- Лучший актер года по версии союза театральных критиков Грузии (2017).
- Почётный гражданин Тбилиси (2024)[1].